# Cupra Formentor
Cupra Formentor - це компактний кросовер-позашляховик, вироблений іспанським виробником автомобілів SEAT під підбрендом Cupra, орієнтованим на спортивні характеристики. Випущений у продаж як позашляховик купе, це перший автомобіль, розроблений спеціально для цього бренду. Серійна версія була представлена в березні 2020 року після того, як її дебют було відкладено через скасування Женевського автосалону. Він був представлений як майже серійний концепт-кар на Женевському автосалоні 2019 року. Автомобіль названий на честь півострова Форментор на іспанському острові Майорка.

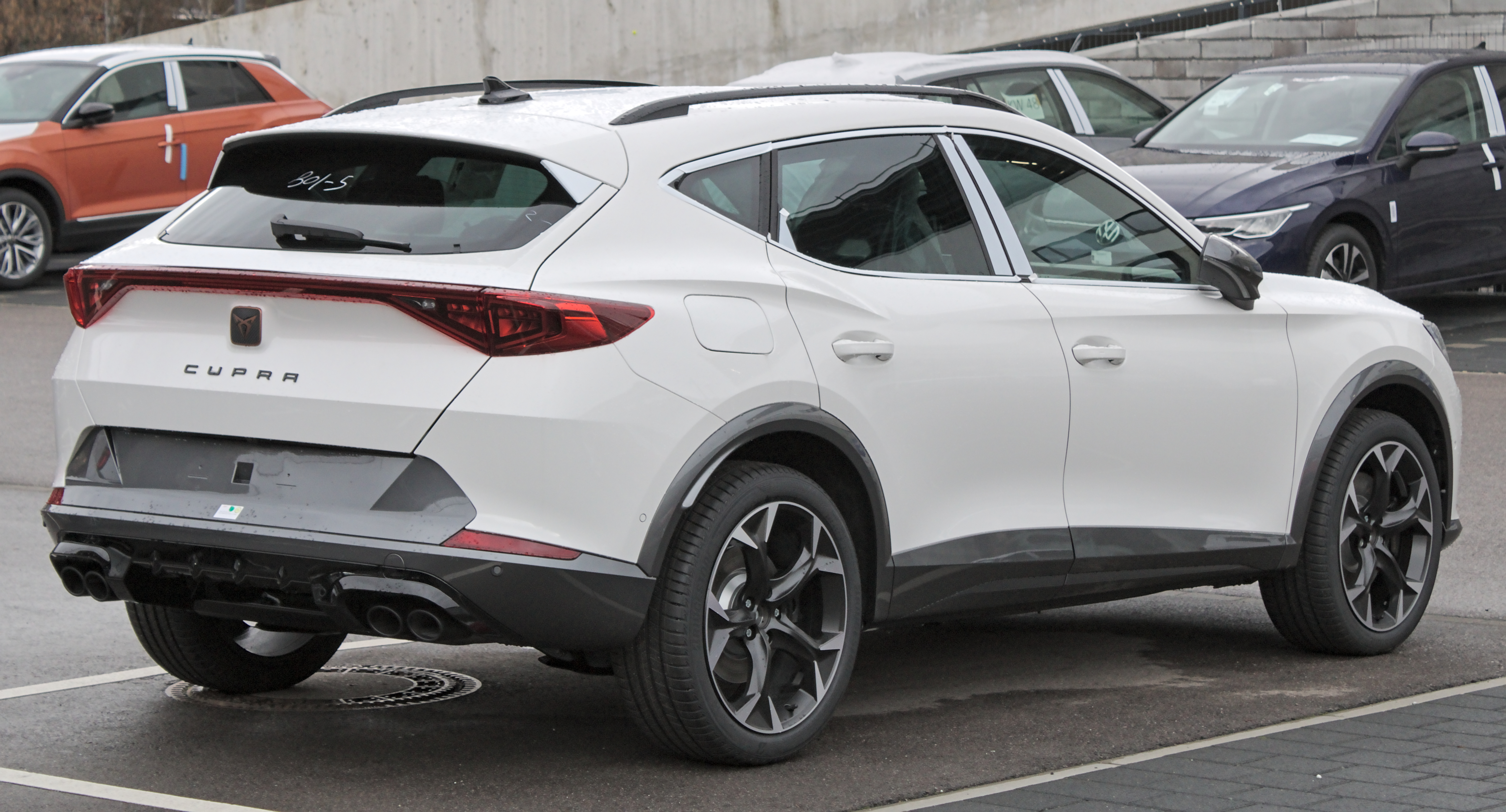

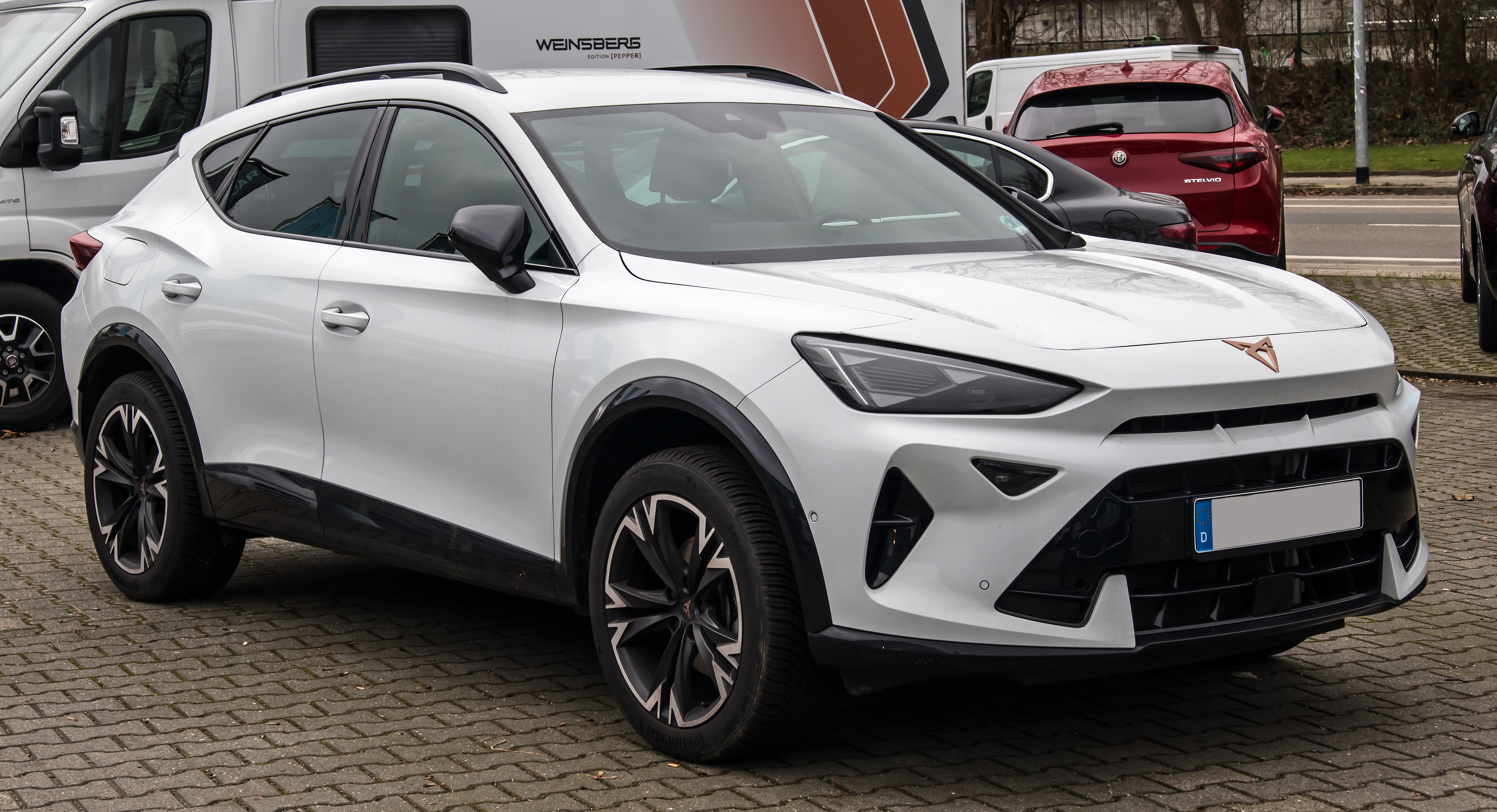
Cupra Formentor (з 2024)

Кросовер розроблений на платформі Volkswagen Group MQB Evo, що й SEAT León Mk4.

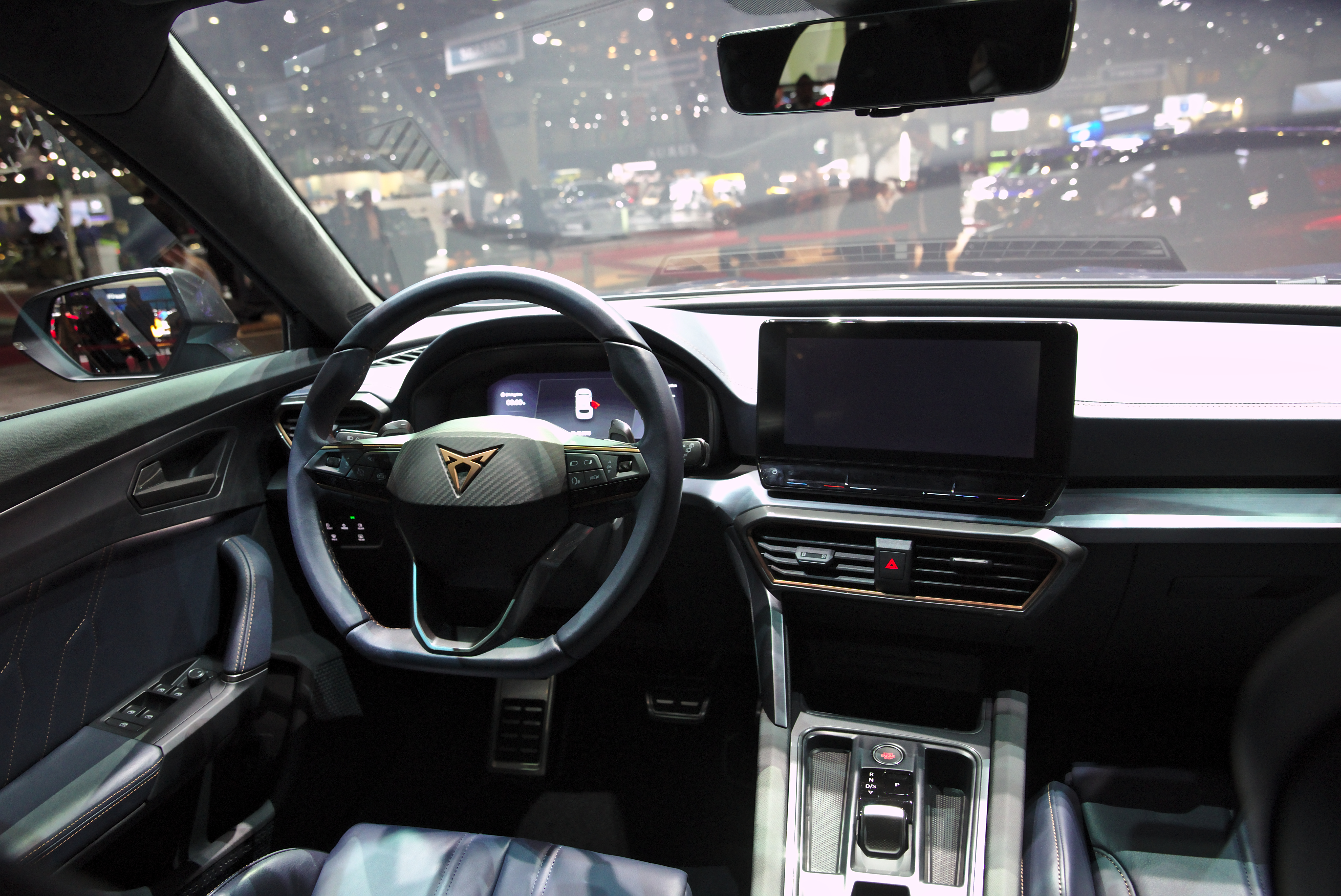

Formentor доступний з 1,4-літровим гібридним гібридом потужністю 245 к.с. (180 кВт) та 2,0-літровим турбонаддувом із потужністю 310 к.с. (228 кВт), доступний для моделей VZ (отриманий з іспанського слова "veloz", що означає "швидкий"). Plug-in hybrid версія забезпечує приблизний пробіг 50 км (31 милі) при повноелектричному режимі. Усі версії оснащені 7-ступінчастою коробкою передач DSG. Виробництво Форментора розпочато наприкінці вересня 2020 року.

## Двигуни
- 1.4 л e-Hybrid VW EA211 І4 204/245 к.с.
- 1.5 л TSI VW EA211 evo	І4 150 к.с.
- 2.0 л TSI VW EA888 І4 190/245/310 к.с.
- 2.5 л TFSI VW EA855 evo І5 390 к.с. (VZ5)
- 2.0 л TDI VW EA288 І4 150 к.с.

## Продажі
| рік  | Європа | Мексика |
| ---- | ------ | ------- |
| 2020 | 5,350  |         |
| 2021 | 50,768 | 883     |
| 2022 |        | 2,910   |

1. ↑  Європа: 2020 ЄС 27 + Велика Британія + Швейцарія + Норвегія + Ісландія